# Pacto del Tinell
El Acuerdo para un Gobierno catalanista y de izquierdas en la Generalidad de Cataluña, más conocido como Pacto del Tinell por haber sido firmado en el Salón del Tinell, en Barcelona, fue suscrito el 14 de diciembre de 2003 por el Partido de los Socialistas de Cataluña (PSC), Esquerra Republicana de Catalunya (ERC) e Iniciativa per Catalunya Verds-Esquerra Unida i Alternativa (ICV-EUiA) con la intención de acceder al Gobierno de Cataluña. El resultado fue un gobierno tripartito con Pasqual Maragall (PSC) como presidente de la Generalidad.

## Antecedentes
En las elecciones al Parlamento de Cataluña celebradas el 16 de noviembre, Convergència i Unió (CiU) conseguiría ganar estas en número de escaños aun siendo el PSC la lista más votada (30,94 % frente a 31,16 %).
Los resultados, sin embargo, no permitían a ningún partido gobernar en solitario, al no obtener ninguno mayoría absoluta en el Parlamento. La federación de CiU obtuvo 46 escaños, el PSC obtenía 42 escaños, 23 ERC y 9 escaños ICV-EUiA. Completaba el panorama político el Partido Popular de Cataluña (PPC) de Josep Piqué, que pese a una leve subida, perdía la influencia que había tenido en las dos anteriores legislaturas obteniendo 15 escaños.
Desde el principio, gracias a su subida, ERC apareció como el árbitro de la situación. Después de verse rechazada su propuesta de gobierno de concentración de todos los partidos menos el PPC, se le presentaban dos posibilidades: un gobierno nacionalista con CiU, o bien un gobierno progresista con socialistas y ecosocialistas. Después de intensas negociaciones tanto con CiU como con el PSC sobre asuntos como la nueva financiación autonómica o el nuevo Estatuto de autonomía, la fórmula elegida fue finalmente la segunda. 
El 14 de diciembre de 2003, Joan Saura por ICV-EUiA, Pasqual Maragall por el PSC y Josep-Lluís Carod-Rovira por ERC ratificaron el acuerdo mediante la firma del Pacto del Tinell.

## Contenido
Además de garantizar un Gobierno tripartito, el acuerdo se articuló en cuatro grandes puntos:
1. Más y mejor autogobierno. Más calidad democrática.
2. Un nuevo impulso económico para Cataluña.
3. Cataluña, una nación socialmente avanzada.
4. Una nueva política territorial y ambiental.

El primer punto prometía la elaboración de un nuevo Estatuto de Cataluña. En un anexo, se incluía una cláusula que excluía la posibilidad de cualquier pacto de gobierno o establecer acuerdos de legislatura con el PP, tanto en la Generalidad como en las instituciones de ámbito estatal.

## Evolución y desarrollo
Después de su investidura por el Parlamento, gracias a los votos del tripartito, Pasqual Maragall tomó posesión como presidente de Cataluña el 20 de diciembre de 2003. Asimismo, el 22 de diciembre, los dieciséis consejeros del nuevo Gobierno catalán tomaban posesión. Ocho de ellos del PSC, cinco de ERC y dos de ICV-EUiA, con su líder, Joan Saura, como consejero de Relaciones Institucionales y Participación y número tres del Gobierno. Por su parte, Josep Lluís Carod-Rovira tomó posesión como nuevo conseller en cap de la Generalidad, en sustitución del convergente Artur Mas.
El pacto ha pasado por varias crisis, como la producida a raíz de las conversaciones del líder de ERC, y entonces conseller en cap de la Generalidad Josep-Lluís Carod-Rovira con la banda terrorista Euskadi Ta Askatasuna (ETA) a espaldas de Maragall y que produjeron la salida de Carod-Rovira del Gobierno catalán.
La victoria socialista y el ascenso de ERC en las elecciones generales de España de 2004 permitió extender el pacto al Gobierno de España, aunque de manera informal, ya que ni Izquierda Unida ni ERC participaron en el gobierno ni existe un pacto de legislatura formal.
El efecto más evidente del Pacto del Tinell fue la elaboración del nuevo Estatuto de autonomía de Cataluña.

## Críticas y oposición
A mediados de noviembre de 2005, la posibilidad de un pacto con el PP era objeto de debate. Mientras el 15 de noviembre, Pasqual Maragall afirmaba que el próximo pacto con ERC no incluirá la cláusula que impide a los socialistas catalanes llegar a cualquier acuerdo con el PP, porque "fue un error" y, según titulaba La Vanguardia (enlace roto disponible en Internet Archive; véase el historial, la primera versión y la última). "Carod también ve "sobrero" que el Pacto del Tinell excluya al PP", Josep Bargalló, consejero primero del Gobierno de Cataluña, afirmó el 16 de noviembre que los programas de gobierno de ERC y PP son "incompatibles" y que "es evidente que Esquerra no puede estar al lado de quien sí cree que es compatible su proyecto con el del PP" (Libertad Digital).
Juan Carlos Rodríguez Ibarra, entre los socialistas, ha sido el más crítico con este pacto, llegando a proponer un cierto acuerdo entre el PP y el PSOE para no tener que depender más de las minorías nacionalistas.
Es conocida, por otro lado, la gran alarma que el Pacto del Tinell causó en la dirección del PP, que comenzó a valorar entonces decididamente las posibilidades y medios de debilitar al PSOE. Al constatarse en las elecciones de 2008 el firme suelo electoral del PP pues el PSOE se mantenía sólo gracias a la absorción del electorado de IU, se convino en que la manera de reducir al PSOE consistía en asegurar el surgimiento a su izquierda de una potente fuerza electoral. 
El texto del Pacto que causó esa alarma en el PP -y su reacción o respuesta citada- decía así: "Los partidos firmantes del presente acuerdo se comprometen a no establecer ningún acuerdo de gobernabilidad -acuerdo de legislatura y acuerdo parlamentario estable- con el PP en el Gobierno de la Generalitat. Igualmente se comprometen a impedir la presencia del PP en el Gobierno del Estado y a renunciar a establecer pactos de gobierno y pactos parlamentarios estables en las cámaras estatales".
Por su parte, Ciudadanos-Partido de la Ciudadanía basa sus orígenes en la crítica de la, a su juicio, excesiva deriva y sumisión catalanista del PSC.[cita requerida]